# Hendry Thomas
Hendry Bernardo Thomas Suazo (La Ceiba, 23 februari 1985) is een Hondurees betaald voetballer.

## Clubcarrière
Op 26 september 2001 maakte Thomas voor Olimpia tegen Real Comayagua zijn debuut in het betaalde voetbal, op slechts zestienjarige leeftijd. In zijn periode bij Olimpia speelde hij 143 competitiewedstrijden waarin hij zes keer scoorde. Hij won met Olimpia zeven keer het kampioenschap en maakte op 30 september 2007 het tweeduizendste doelpunt van de club. In juli 2009 tekende Thomas bij het Engelse Wigan Athletic. Op 15 augustus 2009 maakte hij tegen Aston Villa zijn debuut voor Wigan. Hij leverde in die wedstrijd ook direct een assist. In het middenvelder van Wigan vormde hij een sterk duo met Mohamed Diamé. Hij werd geprezen door Wigan coach Roberto Martínez voor zijn sterke spel. In zijn eerste seizoen bij Wigan speelde hij eenendertig competitiewedstrijden. Ook in 2010 behield Thomas zijn sterke vorm. Tegen het einde van het seizoen werd hij echter steeds vaker op de bank gezet door de terugkomst van James McCarthy. Aan het einde van het seizoen in 2012 werd Thomas van zijn contract bij Wigan ontbonden.
Op 20 augustus 2012 tekende Thomas bij het Amerikaanse Colorado Rapids. Op 31 augustus maakte hij tegen Portland Timbers zijn debuut. Op 30 maart 2013 maakte hij tegen Portland Timbers zijn eerste doelpunt voor de club. Thomas tekende op 12 februari 2014 bij FC Dallas. Daar maakte hij op 9 maart 2014 tegen Montreal Impact zijn debuut. Hij speelde in totaal tien competitiewedstrijden voordat op 2 december 2014 bekend werd gemaakt dat Dallas zijn contract niet zou verlengen.

## Interlandcarrière
Thomas maakte in februari van 2005 zijn debuut voor Honduras in een wedstrijd tegen Panama in de UNCAF Nations Cup. Hij representeerde Honduras op het WK 2010 in Zuid-Afrika. Zijn eerste interlanddoelpunt maakte hij op 26 maart 2008 in een vriendschappelijke wedstrijd tegen Colombia.

## Trivia
Hij is de neef van professioneel voetballers Maynor Suazo, David Suazo en Allan Lalín.